# Kathedraal van Versailles
De Cathédrale Saint-Louis de Versailles (Nederlands: Sint-Lodewijkskathedraal van Versailles) is de rooms-katholieke kathedraal van het bisdom Versailles.
Voordat het bisdom Versailles in 1790 werd gecreëerd was de kathedraal een van de parochiekerken van Versailles. De eerste steen van het gebouw werd gelegd op 12 juni 1743 door koning Lodewijk XV. De kerk werd ingewijd op 24 augustus 1754. Het barokke ontwerp was afkomstig van Jacques Hardouin-Mansart de Sagonne (1711-1778), een kleinzoon van de beroemde architect Jules Hardouin-Mansart.